# Marthe-Marguerite Caylus
Marthe-Marguerite Le Valois de Villette de Mursay contessa di Caylus (Poitiers, 1672 – Parigi, 1729) è stata una scrittrice francese.

## Biografia
Figlia di Philippe Le Valois, marchese di Villette-Mursay e di Marie-Anne de Chateauneuf, e quindi seconda cugina di Madame de Maintenon, venne educata nel noto pensionato istituito dalla zia, presso Saint-Cyr-l'École.
All'età di circa dieci anni fu persuasa ad una conversione dal protestantesimo al cattolicesimo.
Nel 1686 sposò il conte di Caylus, collezionista di oggetti antichi.
Soggiornava ancora a Saint-Cyr quando venne rappresentata la prima recita di Esther di Jean Racine, in occasione della quale il grande drammaturgo francese scrisse per Madame de Caylus un prologo, che consentì alla giovane scrittrice di ottenere il suo primo successo mondano.
Negli anni successivi divenne uno dei personaggi più in vista della corte, nonostante la sua vitalità esuberante, lo spirito determinato e una relazione con il duca di Villeroy che la costrinse ad allontanarsi da Versailles.
Dopo l'eclissi di Madame de Maintenon si ritirò a Parigi, accompagnata dal fedele Villeroy, occupandosi soprattutto della stesura dei suoi Souvenirs, che furono però dati alle stampe solamente nel 1770, impreziositi dalla presentazione e dalle annotazioni di Voltaire.
In questo libro la scrittrice tracciò un quadro della società del suo tempo intrecciato alle vicende di Madame de Maintenon. Il rilevante valore letterario dell'opera indusse vari critici ad ipotizzarne una composizione a più mani: se alcuni ritennero plausibile l'intervento del figlio, a cui peraltro vennero dettati i Souvenirs, altri invece indicarono nello stesso Voltaire l'artefice della sistemazione degli scritti. In qualunque caso sia per la invidiabile posizione di osservatrice vicino alla famiglia reale, sia per l'acutezza di indagine, per la libertà da ogni pregiudizio morale pur nel rispetto della bienséances, per l'eleganza formale, per l'analisi imparziale ed esaustiva, il lavoro viene considerato un'importante testimonianza storica e sociale.